# Arctosa algerina
Arctosa algerina Roewer, 1960 è un ragno appartenente alla famiglia Lycosidae.

## Etimologia
Il nome proprio della specie deriva dalla nazione di rinvenimento degli esemplari: l'Algeria.

## Caratteristiche
L'epigino di questa specie è molto simile a quello di A. lacustris;  ne differisce per avere la sezione trasversale del setto molto più sottile e tanto larga quanto lunga.
Le femmine hanno il bodylenght (prosoma + opistosoma) di 6 millimetri (2,5 + 3,5).

## Distribuzione
La specie è stata reperita in Algeria.

## Tassonomia
Al 2016 non sono note sottospecie e dal 1960 non sono stati esaminati nuovi esemplari.